# Droits LGBT en Ouzbékistan
Les personnes lesbiennes, gays, bisexuelles et transgenres ne bénéficient pas toutes des mêmes droits que les personnes non-LGBT en Ouzbékistan.
Si l'homosexualité féminine est légale en Ouzbékistan, les relations sexuelles entre hommes y sont illégales. Les punitions peuvent aller d'une amende à trois ans de prison.

## Code pénal
Le code pénal de 1994-1995, révisé en 2001, statue que :
- § 120

« Besoqolbozlik, c'est-à-dire, le rapport sexuel volontaire entre deux individus masculins - sera puni jusqu'à trois ans d'emprisonnement. »

## Tableau récapitulatif
| Dépénalisation de l’homosexualité                                                   | (Pour les femmes)/ (Pour les hommes) |
| Majorité sexuelle identique à celle des hétérosexuels                               | (Pour les femmes)/ (Pour les hommes) |
| Interdiction de la discrimination liée à l'orientation sexuelle à l'embauche        | Non                                  |
| Interdiction de la discrimination liée à l'identité de genre dans tous les domaines | Non                                  |
| Mariage civil ou partenariat civil                                                  | Non                                  |
| Adoption conjointe dans les couples de personnes de même sexe                       | Non                                  |
| Adoption par les personnes homosexuelles célibataires                               | Non                                  |
| Droit pour les gays de servir dans l’armée                                          | Non                                  |
| Droit de changer légalement de genre (après stérilisation)                          | Non                                  |
| Gestation pour autrui pour les gays                                                 | Non                                  |
| Accès aux FIV pour les lesbiennes                                                   | Non                                  |
| Autorisation du don de sang pour les HSH                                            | Non                                  |